# Jeux panarabes de 1992
Les 7e Jeux panarabes ont eu lieu à Damas en Syrie du  2 au 18  septembre 1992. 2 611 athlètes venus de dix-huit pays ont participé aux jeux dans quatorze sports différents. La piste d'athlétisme est située à Lattaquié.

## Pays participants
18 pays participent à ces jeux :
| - Algérie - Arabie saoudite - Bahreïn - Djibouti - Égypte - Émirats arabes unis | - Jordanie - Koweït - Liban - Mauritanie - Maroc - Oman | - Palestine - Qatar - Soudan - Syrie - Tunisie - Yémen |

## Épreuves
| - Athlétisme (Résultats) - Basket-ball - Boxe - Cyclisme sur route - Équitation | - Football (Résultats) - Gymnastique artistique - Haltérophilie - Handball - Karaté | - Lutte (Résultats) - Natation - Tir à l'arc - Volley-ball |

## Médailles par pays
| Rang | Nation              | Or | Argent | Bronze | Total |
| ---- | ------------------- | -- | ------ | ------ | ----- |
| 1    | Syrie               | 48 | 30     | 36     | 114   |
| 2    | Égypte              | 36 | 30     | 30     | 96    |
| 3    | Algérie             | 27 | 21     | 24     | 72    |
| 4    | Maroc               | 15 | 7      | 6      | 28    |
| 5    | Koweït              | 8  | 6      | 16     | 30    |
| 6    | Qatar               | 8  | 3      | 4      | 15    |
| 7    | Arabie saoudite     | 5  | 12     | 5      | 22    |
| 8    | Tunisie             | 3  | 22     | 26     | 51    |
| 9    | Jordanie            | 1  | 6      | 6      | 13    |
| 10   | Émirats arabes unis | 1  | 3      | 1      | 5     |
| 11   | Palestine           | 1  | 2      | 6      | 9     |
| 12   | Liban               | 1  | 1      | 10     | 12    |
| 13   | Bahreïn             | 1  | 0      | 1      | 2     |
| 14   | Yémen               | 0  | 2      | 0      | 2     |
| 15   | Oman                | 0  | 0      | 2      | 2     |
| 16   | Soudan              | 0  | 0      | 1      | 1     |
| 17   | Djibouti            | 0  | 0      | 0      | 0     |
|      | Mauritanie          | 0  | 0      | 0      | 0     |